# Coilia ramcarati
Coilia ramcarati es una especie de pez del género Coilia, familia Engraulidae. Fue descrita científicamente por Hamilton en 1822.
Se distribuye por la región del Océano Índico: delta del Ganges y mar de Andamán al sur de Rangún. La longitud total (TL) es de 25 centímetros. Habita en aguas costeras, pero que también ingresa a estuarios.
Está clasificada como una especie marina inofensiva para el ser humano.